# 김낙윤
김낙윤(金洛潤)은 대한민국 법무부차관 직무대리이다. 1961년 10월 7일 ~ 1962년 3월 18일까지 대한민국 법무부차관 직무대리를 지냈다.